# Зелёный априон
Зелёный априон (лат. Aprion virescens) — вид лучепёрых рыб семейства луциановых (Lutjanidae). Единственный представитель в роде Aprion. Распространены в Индо-Тихоокеанской области. Максимальная длина тела 112 см. Имеют промысловое значение.

## Описание
Тело удлинённое, цилиндрической формы, несколько сжато с боков; покрыто крупной ромбовидной чешуёй. Ряды чешуй на спине параллельны боковой линии. В боковой линии 48—50 чешуй. Рыло тупое. Перед глазами проходит выраженная продольная канавка. Верхняя челюсть без чешуи и продольных гребней; её задний край доходит или не достигает вертикали, проходящей через начало орбиты глаза. Зубы на челюстях располагаются полосами, передние зубы клыковидные; на сошнике зубы расположены в форме шеврона, а на нёбе — продольной полосой. Межорбитальное пространство плоское. Ноздри на каждой стороне головы расположены близко друг к другу. Край предкрышки гладкий (у молоди зазубренный). На первой жаберной дуге 20—24 жаберных тычинок, из них на верхней половине 7—8, а на нижней 13—16. Спинной плавник сплошной, нет выраженной выемки между колючей и мягкой частями. В колючей части 10 жёстких лучей, а в мягкой части 10 мягких лучей. Чешуя на спинном и анальном плавниках отсутствует. В анальном плавнике 3 жёстких и 8 мягких лучей. Последний мягкий луч в спинном и анальном плавниках немного удлинён. Грудные плавники короткие, их длина не превышает половины длины головы, примерно равна длине рыла, с 16—18 мягкими лучами. Хвостовой плавник серпообразный.

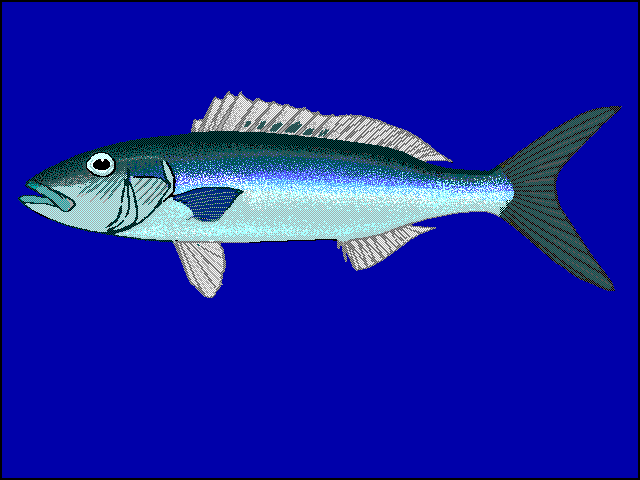

Тело от тёмно-зелёного до голубоватого или голубовато-серого цвета, брюхо светлое. На основаниях пяти последних жёстких лучей спинного плавника хорошо видны чёрные пятна.
Максимальная длина тела 112 см, обычно до 90 см; максимальная масса тела 15,4 кг.

## Биология
Морские бентопелагические рыбы. Обитают в прибрежных водах вблизи скалистых и коралловых рифов на глубине от 1 до 180 м. Питаются рыбой, крабами, креветками и головоногими. Ведут одиночный образ жизни или образуют небольшие группы. У побережья восточной Африки нерест отмечен в январе и ноябре.  У берегов Гавайских островов 50% особей созревают при длине тела 42,5—47,5 см. Нерестятся с мая по октябрь с пиком в июне. По оценкам разных авторов максимальная продолжительность жизни составляет от 9 до 27 лет.

## Распространение
Широко распространены в Индо-Тихоокеанской области от Гавайских островов до восточной Африки и от южной Японии до Австралии.

## Взаимодействие с человеком
Зелёный априон является промысловым видом во многих регионах на протяжении всего ареала. Ловят донными удочками, ярусами и донными тралами. Реализуется в свежем виде, а также в вяленом и солёном. Популярный объект спортивной рыбалки. Мясо характеризуется высокими вкусовыми качествами. Однако потребление крупных особей может вызвать заболевание сигуатерой.
Международный союз охраны природы присвоил этому виду охранный статус «Вызывающий наименьшие опасения».